# Leichtathletik-Balkan-Hallenmeisterschaften 2020
Die 25. Leichtathletik-Balkan-Hallenmeisterschaften fanden am 15. Februar 2020 im türkischen Istanbul statt.

## Ergebnisse Männer

### 60 m
| Platz | Athlet                  | Land | Zeit (s) |
| ----- | ----------------------- | ---- | -------- |
| 1     | Konstantinos Zikos      | GRE  | 6,66     |
| 2     | Umut Uysal              | TUR  | 6,68     |
| 3     | Kayhan Özer             | TUR  | 6,71     |
| 4     | Markus Fuchs            | AUT  | 6,76     |
| 5     | Aleksa Kijanović        | SRB  | 6,79     |
| 6     | Alexis Donigian         | ARM  | 6,81     |
| 7     | Robert Cristian Breahna | ROU  | 6,86     |
| 8     | Sotirios Garaganis      | GRE  | 6,86     |

### 400 m
| Platz | Athlet           | Land | Zeit (s) |
| ----- | ---------------- | ---- | -------- |
| 1     | Iwan Budsinskij  | UKR  | 47,32    |
| 2     | Mihai Pîslaru    | ROU  | 47,49    |
| 3     | Batuhan Altıntaş | TUR  | 47,55    |
| 4     | Oğuz Akgül       | TUR  | 47,58    |
| 5     | Mateo Ružić      | CRO  | 47,79    |
| 6     | Mindia Endeladse | GEO  | 47,86    |

### 800 m
| Platz | Athlet             | Land | Zeit (min) |
| ----- | ------------------ | ---- | ---------- |
| 1     | Jewhen Huzol       | UKR  | 1:50,05    |
| 2     | Abedin Mujezinović | BIH  | 1:50,75    |
| 3     | Murat Yalçınkaya   | TUR  | 1:50,86    |
| 4     | Eraldo Qerama      | ALB  | 1:50,94    |
| 5     | Christos Kotitsas  | GRE  | 1:51,17    |
| 6     | Charalambos Lagos  | GRE  | 1:51,76    |

### 1500 m
| Platz | Athlet           | Land | Zeit (min) |
| ----- | ---------------- | ---- | ---------- |
| 1     | Elzan Bibić      | SRB  | 3:50,18    |
| 2     | Mitko Zenow      | BUL  | 3:50,46    |
| 3     | David Nikolli    | ALB  | 3:50,52    |
| 4     | Oleh Kajafa      | UKR  | 3:51,33    |
| 5     | Ramazan Özdemir  | TUR  | 3:53,37    |
| 6     | Abdullah Özdemir | TUR  | 3:53,63    |
| 7     | Stefan Ćuković   | BIH  | 3:54,65    |
| 8     | Adrian Garcea    | ROU  | 3:56,46    |

### 3000 m
| Platz | Athlet            | Land | Zeit (min) |
| ----- | ----------------- | ---- | ---------- |
| 1     | Andreas Vojta     | AUT  | 7:54,75    |
| 2     | Süleyman Bekmezci | TUR  | 8:13,93    |
| 3     | Jolo Nikolow      | BUL  | 8:14,55    |
| 4     | Miloš Malešević   | SRB  | 8:14,61    |
| 5     | Osman Junuzovič   | BIH  | 8:17,16    |
| 6     | Alper Demir       | TUR  | 8:22,73    |
| 7     | Nikola Raičević   | SRB  | 8:25,73    |
| 8     | Ilham Abischow    | AZE  | 8:57,54    |

### 60 m Hürden
| Platz | Athlet                 | Land | Zeit (s) |
| ----- | ---------------------- | ---- | -------- |
| 1     | Mikdat Sevler          | TUR  | 7,83     |
| 2     | Stanislaw Stankow      | BUL  | 7,88     |
| 3     | Furkan Aktaş           | TUR  | 7,93     |
| 4     | Luka Trgovčević        | SRB  | 7,99     |
| 5     | Cosmin Dumitrache      | ROU  | 8,09     |
| 6     | Alin Anton             | ROU  | 8,21     |
| 7     | Rahib Mammadow         | AZE  | 8,29     |
| 8     | Alexandru Crușelnițchi | MDA  | 8,35     |

### 4 × 400 m Staffel
| Platz | Land                    | Athleten                                                     | Zeit (min) |
| ----- | ----------------------- | ------------------------------------------------------------ | ---------- |
| 1     | Slowenien               | Jure Grkman Gregor Grahovac Žan Rudolf Luka Janežič          | 3:12,19    |
| 2     | Türkei                  | Akın Özyürek Mahsum Korkmaz Oğuzhan Kaya Berke Akçam         | 3:12,25    |
| 3     | Rumänien                | Vlad Dulcescu Constantin Andonii Mihai Pîslaru Robert Parge  | 3:13,86    |
| 4     | Bosnien und Herzegowina | Stefan Kotoran Dušan Babić Stefan Ćuković Faris Ibrahimpasic | 3:28,87    |

### Hochsprung
| Platz | Athlet                | Land | Höhe (m) |
| ----- | --------------------- | ---- | -------- |
| 1     | Dmytro Nikitin        | UKR  | 2,24     |
| 2     | Tichomir Iwanow       | BUL  | 2,18     |
| 3     | Alperen Acet          | TUR  | 2,18     |
| 4     | Konstandinos Baniotis | GRE  | 2,18     |
| 5     | Vasilios Konstantinou | CYP  | 2,15     |
| 6     | Dmytro Jakowenko      | UKR  | 2,15     |
| 7     | Metin Doğu            | TUR  | 2,10     |
| 8     | Mihai Donisan         | ROU  | 2,10     |

### Stabhochsprung
| Platz | Athlet                     | Land | Höhe (m) |
| ----- | -------------------------- | ---- | -------- |
| 1     | Ersu Şaşma                 | TUR  | 5,50 NUR |
| 2     | Theodoros Chrysanthopoulos | GRE  | 5,40     |
| 3     | Nikandros Stylianou        | CYP  | 5,35     |
| 4     | Robert Renner              | SVN  | 5,30     |
| 5     | İlkay Aydemir              | TUR  | 5,20     |
| 6     | Ambrož Tičar               | SVN  | 4,80     |
|       | Ivan Horvat                | CRO  | NM       |

### Weitsprung
| Platz | Athlet                 | Land | Weite (m) |
| ----- | ---------------------- | ---- | --------- |
| 1     | Izmir Smajlaj          | ALB  | 7,91      |
| 2     | Jaroslaw Issatschenkow | UKR  | 7,79      |
| 3     | Strahinja Jovančević   | SRB  | 7,79      |
| 4     | Lazar Anić             | SRB  | 7,65      |
| 5     | Marko Čeko             | CRO  | 7,61      |
| 6     | Batschana Chorawa      | GEO  | 7,56      |
| 7     | Ihor Hontschar         | UKR  | 7,52      |
| 8     | Sanjin Šimić           | CRO  | 7,52      |

### Dreisprung
| Platz | Athlet           | Land | Weite (m) |
| ----- | ---------------- | ---- | --------- |
| 1     | Nazim Babayev    | AZE  | 16,92     |
| 2     | Lewon Aghasjan   | ARM  | 16,44     |
| 3     | Lascha Gulelauri | GEO  | 16,29     |
| 4     | Pavlos Boftsis   | GRE  | 16,15     |
| 5     | Andreas Pantazis | GRE  | 15,80     |
| 6     | Musa Tüzen       | TUR  | 15,65     |
| 7     | Răzvan Grecu     | ROU  | 15,62     |
| 8     | Rustam Məmmədov  | AZE  | 15,56     |

### Kugelstoßen
| Platz | Athlet                | Land | Weite (m) |
| ----- | --------------------- | ---- | --------- |
| 1     | Mesud Pezer           | BIH  | 20,75     |
| 2     | Asmir Kolašinac       | SRB  | 20,38     |
| 3     | Armin Sinančević      | SRB  | 19,77     |
| 4     | Andrei Toader         | ROU  | 19,63     |
| 5     | Ihor Mussijenko       | UKR  | 19,37     |
| 6     | Kemal Mešić           | BIH  | 19,34     |
| 7     | Odysseas Mouzenidis   | GRE  | 18,54     |
| 8     | Anastasios Latiflaris | GRE  | 18,39     |

## Ergebnisse Frauen

### 60 m
| Platz | Athletin            | Land | Zeit (s) |
| ----- | ------------------- | ---- | -------- |
| 1     | Diana Vaisman       | ISR  | 7,36     |
| 2     | Mizgin Ay           | TUR  | 7,38     |
| 3     | Milana Tirnanić     | SRB  | 7,40     |
| 4     | Wiktorija Ratnikowa | UKR  | 7,41     |
| 5     | Kiriaki Samani      | GRE  | 7,43     |
| 6     | Inna Eftimowa       | BUL  | 7,46     |
| 7     | Burcu Erdemir       | TUR  | 7,63     |
|       | Olivia Fotopoulou   | CYP  | DSQ      |

### 400 m
| Platz | Athletin            | Land | Zeit (s) |
| ----- | ------------------- | ---- | -------- |
| 1     | Andrea Miklós       | ROU  | 52,64    |
| 2     | Irini Vasiliou      | GRE  | 52,93    |
| 3     | Camelia Florina Gal | ROU  | 53,27    |
| 4     | Emel Kırçın         | TUR  | 53,81    |
| 5     | Agata Zupin         | SVN  | 54,48    |
| 6     | Elpida Karkalatou   | GRE  | 54,86    |

### 800 m
| Platz | Athletin        | Land | Zeit (min) |
| ----- | --------------- | ---- | ---------- |
| 1     | Cristina Bălan  | ROU  | 2:07,17    |
| 2     | Bianca Răzor    | ROU  | 2:07,18    |
| 3     | Ivona Zemunik   | CRO  | 2:07,99    |
| 4     | Tuğba Toptaş    | TUR  | 2:10,05    |
| 5     | Polina Todorowa | BUL  | 2:10,87    |

### 1500 m
| Platz | Athletin            | Land | Zeit (min) |
| ----- | ------------------- | ---- | ---------- |
| 1     | Roxana Bârcă        | ROU  | 4:20,33    |
| 2     | Natalia Evangelidou | CYP  | 4:20,91    |
| 3     | Rahime Tekin        | TUR  | 4:24,51    |
| 4     | Florina Ștefana     | ROU  | 4:27,82    |
| 5     | Burcu Subatan       | TUR  | 4:29,12    |
| 6     | Silwija Georgiewa   | BUL  | 4:32,26    |
| 7     | Bianca Illmaier     | AUT  | 4:35,52    |
| 8     | Ellada Alawerdjan   | ARM  | 4:36,54    |

### 3000 m
| Platz | Athletin          | Land | Zeit (min) |
| ----- | ----------------- | ---- | ---------- |
| 1     | Luiza Gega        | ALB  | 8:55,45    |
| 2     | Fatma Arık        | TUR  | 9:18,02    |
| 3     | Claudia Prisecaru | ROU  | 9:20,92    |
| 4     | Yayla Kılıç       | TUR  | 9:21,09    |
| 5     | Anna Jussupowa    | AZE  | 9:56,95    |

### 60 m Hürden
| Platz | Athletin           | Land | Zeit (s) |
| ----- | ------------------ | ---- | -------- |
| 1     | Ivana Lončarek     | CRO  | 8,13     |
| 2     | Elisavet Pesiridou | GRE  | 8,20     |
| 3     | Anamaria Nesteriuc | ROU  | 8,21     |
| 4     | Anja Lukić         | SRB  | 8,30     |
| 5     | Özge Soylu         | TUR  | 8,30     |
| 6     | Beate Schrott      | AUT  | 8,32     |
| 7     | Natalija Jurtschuk | UKR  | 8,38     |
| 8     | Julija Dolschkowa  | UKR  | 8,38     |

### 4 × 400 m Staffel
| Platz | Land      | Athletin                                                           | Zeit (min) |
| ----- | --------- | ------------------------------------------------------------------ | ---------- |
| 1     | Türkei    | Zehra Oral Derya Yıldırım Zeynep Kuran Emel Kırçın                 | 3:45,23    |
| 2     | Kroatien  | Ida Šimunčić Tajana Židov Ivona Zemunik Alena Hrušoci              | 3:45,76    |
| 3     | Rumänien  | Cristina Bălan Florina Ștefana Roxana Bârcă Camelia Florina Gal    | 3:48,09    |
| 4     | Bulgarien | Andrea Sawowa Polina Todorowa Gabriela Georgiewa Kristina Borukowa | 3:52,11    |

### Hochsprung
| Platz | Athletin               | Land | Höhe (m) |
| ----- | ---------------------- | ---- | -------- |
| 1     | Julija Tschumatschenko | UKR  | 1,88     |
| 2     | Marija Vuković         | MNE  | 1,88     |
| 3     | Ana Šimić              | CRO  | 1,86     |
| 4     | Lia Apostolovski       | SVN  | 1,83     |
| 5     | Tihana Jeletić         | CRO  | 1,80     |
| 6     | Buse Savaşkan          | TUR  | 1,75     |
| 7     | Alkisti Vaggeli        | GRE  | 1,75     |
| 8     | Kadriye Aydın          | TUR  | 1,70     |

### Stabhochsprung
| Platz | Athletin          | Land | Höhe (m) |
| ----- | ----------------- | ---- | -------- |
| 1     | Jana Hladijtschuk | UKR  | 4,40     |
| 2     | Buse Arıkazan     | TUR  | 4,20     |
| 3     | Michal Tocker     | ISR  | 3,70     |
| 4     | Büşra Pekşirin    | TUR  | NM       |

### Weitsprung
| Platz | Athletin          | Land | Weite (m) |
| ----- | ----------------- | ---- | --------- |
| 1     | Florentina Iușco  | ROU  | 6,53      |
| 2     | Milena Mitkowa    | BUL  | 6,42      |
| 3     | Milica Gardašević | SRB  | 6,38      |
| 4     | Oksana Martynowa  | UKR  | 6,34      |
| 5     | Jilija Firsowa    | UKR  | 6,18      |
| 6     | Tuğba Danışmaz    | TUR  | 6,15      |
| 7     | Ecem Çalağan      | TUR  | 6,09      |
| 8     | Jana Abrahamyan   | ARM  | 5,95      |

### Dreisprung
| Platz | Athletin            | Land | Weite (m) |
| ----- | ------------------- | ---- | --------- |
| 1     | Elena Panțuroiu     | ROU  | 13,75     |
| 2     | Paola Borović       | CRO  | 13,54     |
| 3     | Yekaterina Sarıyeva | AZE  | 13,50 NR  |
| 4     | Jana Abrahamyan     | ARM  | 13,06     |
| 5     | Marija Sinej        | UKR  | 13,05     |
| 6     | Beyza Tilki         | TUR  | 12,93     |
| 7     | Diana Ion           | ROU  | 12,86     |
| 8     | Marieta Minasyan    | ARM  | 12,06     |

### Kugelstoßen
| Platz | Athletin         | Land | Weite (m) |
| ----- | ---------------- | ---- | --------- |
| 1     | Dimitriana Surdu | MDA  | 18,11     |
| 2     | Emel Dereli      | TUR  | 17,77     |
| 3     | Olha Holodna     | UKR  | 16,94     |
| 4     | Mediha Salkić    | BIH  | 14,77     |
| 5     | Sinem Yıldırım   | TUR  | 14,43     |
| 6     | Gorana Tešanović | BIH  | 14,08     |

## Medaillenspiegel
| Platz | Land                    |   |   |   |    |
| ----- | ----------------------- | - | - | - | -- |
| 1     | Rumänien                | 5 | 2 | 5 | 12 |
| 2     | Ukraine                 | 5 | 1 | 1 | 7  |
| 3     | Türkei                  | 3 | 7 | 6 | 16 |
| 4     | Albanien                | 2 | 0 | 2 | 3  |
| 5     | Griechenland            | 1 | 3 | 0 | 4  |
| 6     | Kroatien                | 1 | 2 | 2 | 5  |
| 7     | Serbien                 | 1 | 1 | 3 | 5  |
| 8     | Bosnien und Herzegowina | 1 | 1 | 0 | 2  |
| 9     | Aserbaidschan           | 1 | 0 | 1 | 2  |
| 9     | Israel                  | 1 | 0 | 1 | 2  |
| 11    | Moldau                  | 1 | 0 | 0 | 1  |
| 11    | Österreich              | 1 | 0 | 0 | 1  |
| 11    | Slowenien               | 1 | 0 | 0 | 1  |
| 14    | Bulgarien               | 0 | 3 | 1 | 4  |
| 15    | Armenien                | 0 | 1 | 0 | 1  |
| 15    | Montenegro              | 0 | 1 | 0 | 1  |
| 17    | Georgien                | 0 | 0 | 1 | 1  |
| 17    | Zypern                  | 0 | 0 | 1 | 1  |